# Juni 2011
Portal Geschichte | Portal Biografien | Aktuelle Ereignisse | Jahreskalender | Tagesartikel

◄ |
20. Jahrhundert |
21. Jahrhundert

◄ |
1980er |
1990er |
2000er |
2010er
| 2020er | 2030er | 2040er

◄ |
2007 |
2008 |
2009 |
2010 |
2011
| 2012 | 2013 | 2014 | 2015 | ►

◄ |
März 2011 |
April 2011 |
Mai 2011 |
Juni 2011 |
Juli 2011 |
August 2011 |
September 2011 |
►
Dieser Artikel behandelt tagesbezogene Nachrichten und Ereignisse im Juni 2011.

## Tagesgeschehen

### Mittwoch, 1. Juni 2011

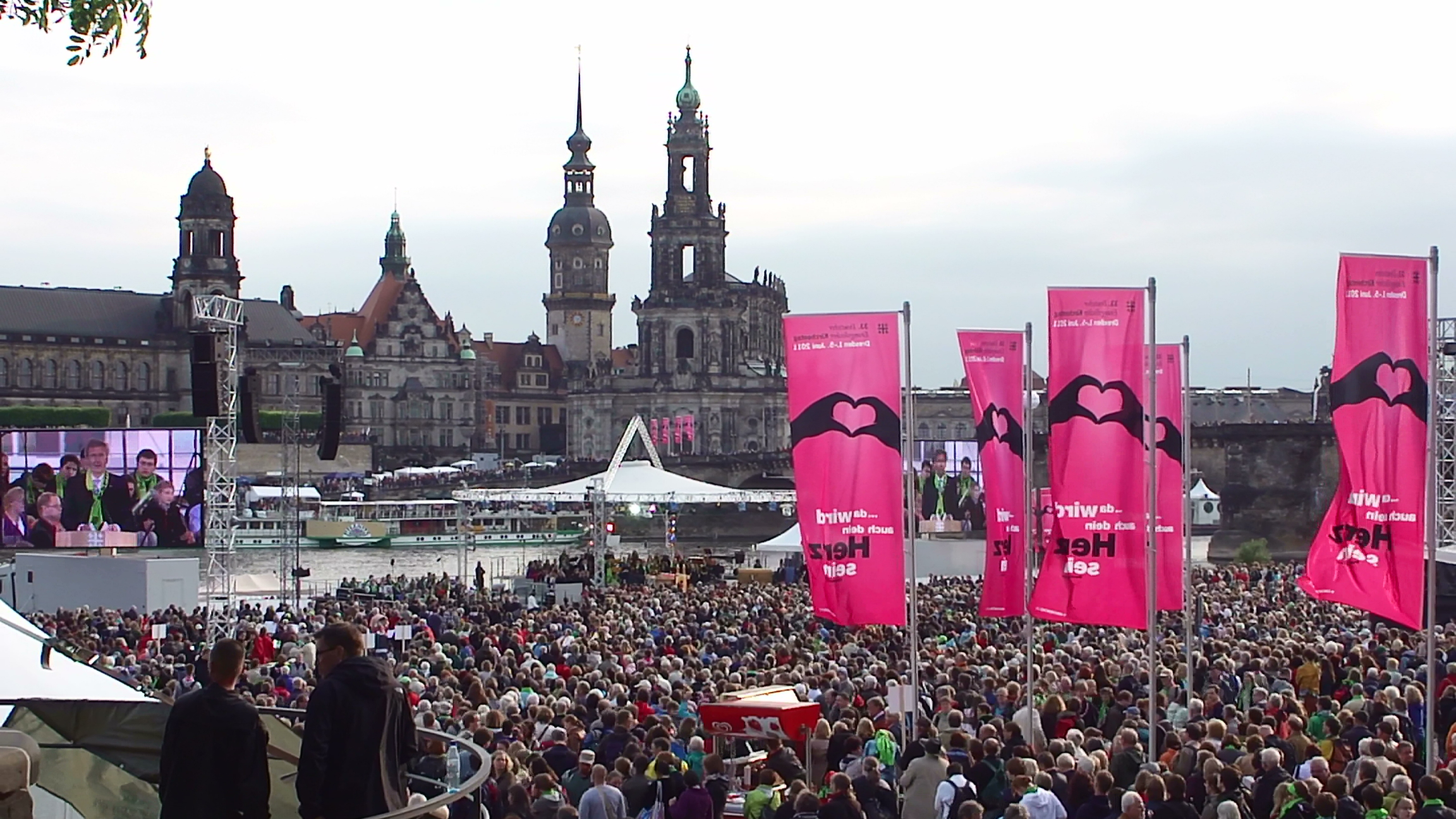
Eröffnungsgottesdienst am 1. Juni

Verlauf der Sonnenfinsternis

- Dresden/Deutschland: Der 33. Deutsche Evangelische Kirchentag beginnt. Er steht unter dem Motto: „… da wird auch dein Herz sein.“[1]
- Nordamerika, Nordatlantik, Ostasien: Partielle Sonnenfinsternis

### Donnerstag, 2. Juni 2011

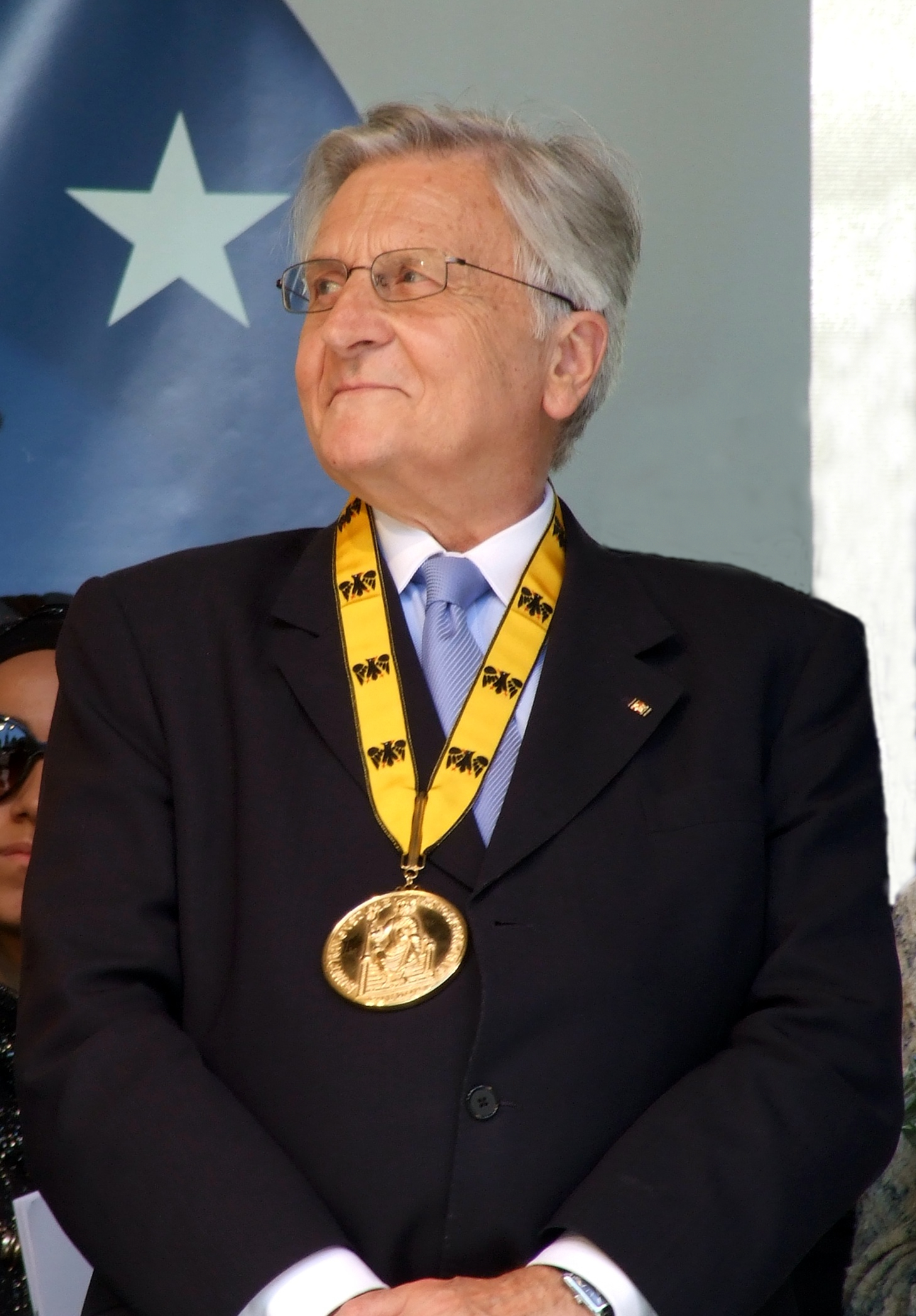
Jean-Claude Trichet

- Aachen/Deutschland: Für seine „Verdienste um die Stabilisierung des Euroraums in der Finanzkrise“ wird dem Präsidenten der Europäischen Zentralbank Jean-Claude Trichet der internationale Karlspreis verliehen.[2]
- Kiel/Deutschland: Frank Ulrich Montgomery, bisheriger Vizepräsident der Bundesärztekammer, wird zu deren Präsidenten gewählt.[3]
- Placerville/Vereinigte Staaten: Wegen der Entführung von Jaycee Lee Dugard werden die Eheleute Philip und Nancy Garrido zu 431 bzw. 36 Jahren Haft verurteilt.[4]
- Riga/Lettland: Andris Bērziņš gewinnt die Wahl um das Präsidentenamt gegen Amtsinhaber Valdis Zatlers.[5]

### Freitag, 3. Juni 2011
- Den Haag/Niederlande: Das UN-Kriegsverbrechertribunal erhebt Anklage in elf Punkten gegen den mutmaßlichen Kriegsverbrecher Ratko Mladić, darunter Völkermord, Kriegsverbrechen und Verbrechen gegen die Menschlichkeit.[6]

### Samstag, 4. Juni 2011
- Dortmund/Deutschland: Letzter Spieltag der Handball-Bundesliga; Deutscher Meister wird erstmals der HSV Hamburg.

### Sonntag, 5. Juni 2011

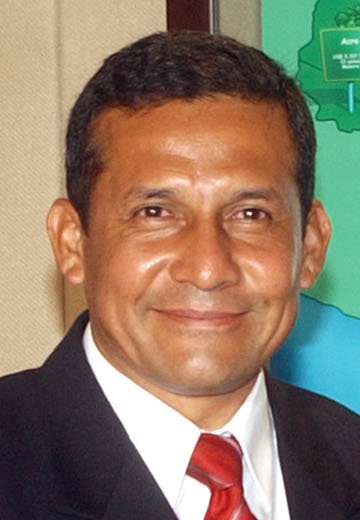
Ollanta Humala (2006)

- Lima/Peru: Bei der Stichwahl um das Präsidentschaftsamt gewinnt Ollanta Humala mit 51 %, während seine Herausforderin Keiko Fujimori auf 49 % der Wählerstimmen kommt.[7]
- Lissabon/Portugal: Bei der vorgezogenen Parlamentswahl erlangt die Oppositionspartei PSD 39 %, während die Regierungspartei PS 28 % der Wählerstimmen erhält.[8]
- Paris/Frankreich: Ende der French Open im Tennis. Bei den Damen besiegt Li Na im Finale Francesca Schiavone mit 6:4 und 7:6; bei den Herren gewinnt Rafael Nadal gegen Roger Federer mit 7:5, 7:6, 5:7 und 6:1.[9]
- Santiago/Chile: Der Vulkan Puyehue bricht aus. In der Folge kommt es aufgrund der ausgestoßenen Aschewolke in großen Teilen Südamerikas zu weitreichenden Störungen und Ausfällen im Flugbetrieb.[10]
- Skopje/Mazedonien: Bei der vorgezogenen Parlamentswahl gewinnt die Regierungspartei VMRO-DPMNE mit 39 %, während die Oppositionspartei SDSM 33 % der Wählerstimmen erlangt.[11]

### Montag, 6. Juni 2011
- Dschisr asch-Schughur/Syrien: Bei Straßenschlachten während erneuter Proteste kommen mindestens 120 Menschen ums Leben.[12]

### Dienstag, 7. Juni 2011

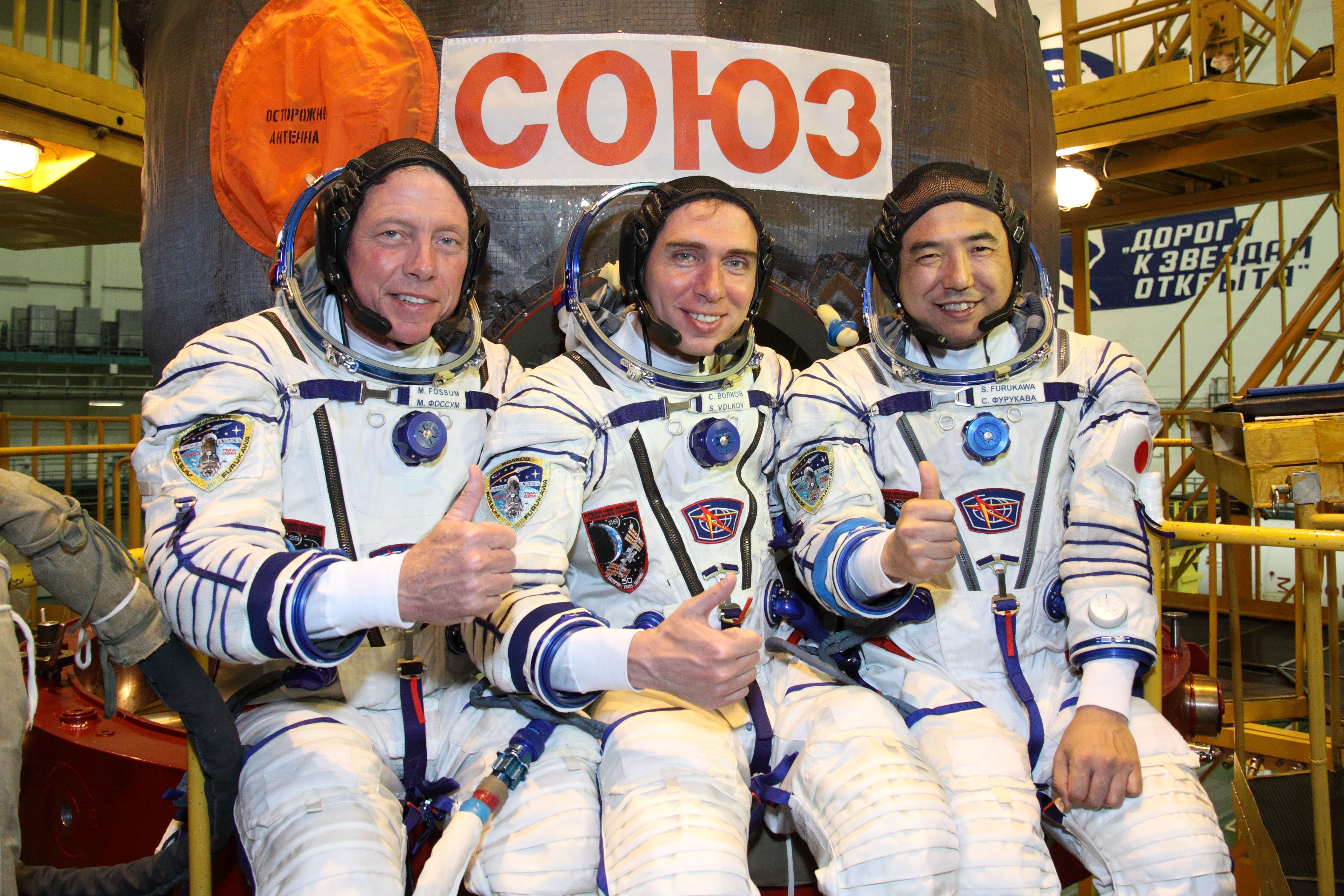
V. l. n. r.: Michael Fossum, Sergei Wolkow, Satoshi Furukawa

- Baikonur/Kasachstan: Start der Sojus-Mission TMA-02M zur Internationalen Raumstation.[13]
- Washington, D.C./Vereinigte Staaten: Die deutsche Bundeskanzlerin Angela Merkel wird von Barack Obama mit der Presidential Medal of Freedom ausgezeichnet.[14]

### Mittwoch, 8. Juni 2011
- Peking/China: Bei Überflutungen nach starken Regenfällen im Süden des Landes kommen mindestens 52 Menschen ums Leben, und 32 weitere werden vermisst.[15]

### Donnerstag, 9. Juni 2011
- Mons/Belgien: Die NATO beschließt, ihre Kommandostruktur zu reformieren; drei der elf regionalen Hauptquartiere in Lissabon, Madrid und Heidelberg werden geschlossen.[16]

### Freitag, 10. Juni 2011

Kroatien und die Europäische Union

- Brüssel/Belgien: Die Europäische Kommission spricht sich für die Aufnahme Kroatiens in die Europäische Union aus.[17]
- Frankfurt am Main/Deutschland: Der Börsenverein des Deutschen Buchhandels gibt bekannt, dass der algerische Schriftsteller Boualem Sansal mit dem Friedenspreis des Deutschen Buchhandels ausgezeichnet wird.[18]

### Samstag, 11. Juni 2011
- Berlin/Deutschland: Das Bundesinstitut für Risikobewertung bestätigt im Zusammenhang mit der seit Mai grassierenden EHEC-Epidemie, dass Sprossen eines Biohofes in Niedersachsen als Überträger des Erregers identifiziert wurden.[19]
- Dschisr asch-Schughur/Syrien: Bei einer Militäroffensive gegen die von Demonstranten beherrschte Stadt kommen Dutzende Menschen ums Leben. Infolge der anhaltenden Repressalien der Regierung unter Präsident Baschar al-Assad befinden sich zudem tausende Menschen auf der Flucht in Richtung Türkei.[20]
- Lugano/Schweiz: Start der Tour de Suisse

### Sonntag, 12. Juni 2011

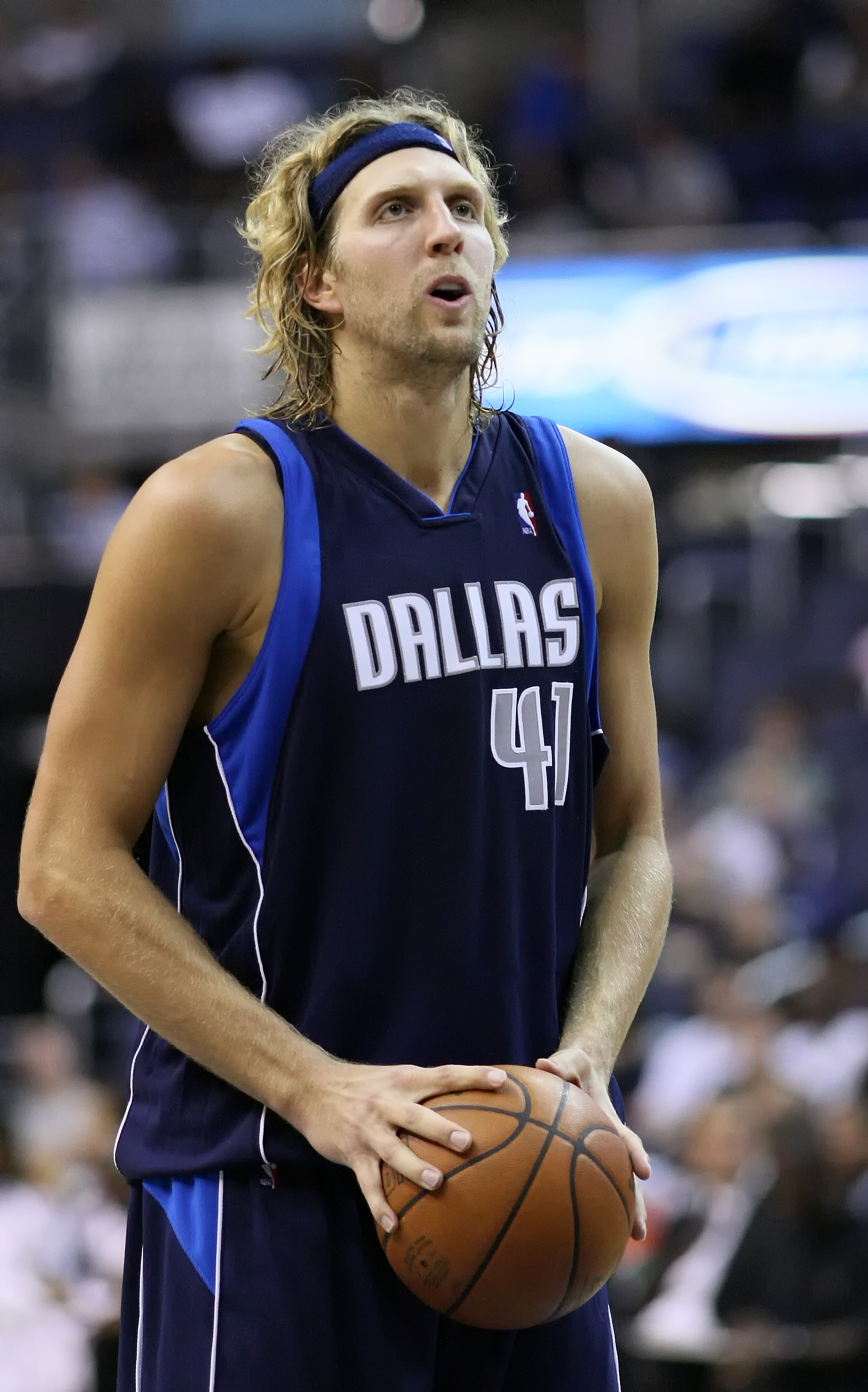
Dirk Nowitzki

- Ankara/Türkei: Die Partei für Gerechtigkeit und Entwicklung des amtierenden Ministerpräsidenten Recep Tayyip Erdoğan gewinnt deutlich die Parlamentswahlen, verfehlt aber das angestrebte Ziel einer Zweidrittelmehrheit.[21]
- Le Mans/Frankreich: Marcel Fässler, André Lotterer und Benoît Tréluyer auf Audi R18 gewinnen die 79. Auflage des 24-Stunden-Rennens.[22]
- Miami/Vereinigte Staaten: Im sechsten Spiel der Finalserie der Basketballliga NBA besiegen die Dallas Mavericks das Team von Miami Heat mit 105:95 und sind zum ersten Mal nordamerikanischer Basketball-Meister. Der Deutsche Dirk Nowitzki wird als wertvollster Spieler der Finalserie ausgezeichnet.[23]

### Montag, 13. Juni 2011
- Dresden/Deutschland: Auf Erlaubnis von Papst Benedikt XVI. hin wird der katholische Geistliche Alois Andritzki seliggesprochen.[24]
- Rom/Italien: In einer Volksabstimmung stimmt eine Mehrheit der Bürger gegen diverse Vorhaben der Regierung von Ministerpräsident Silvio Berlusconi, darunter eine weitere Nutzung der Kernenergie, die Privatisierung der Wasserversorgung und ein Gesetz zur Absicherung des Ministerpräsidenten vor Nachstellungen der Justiz.[25]

### Dienstag, 14. Juni 2011

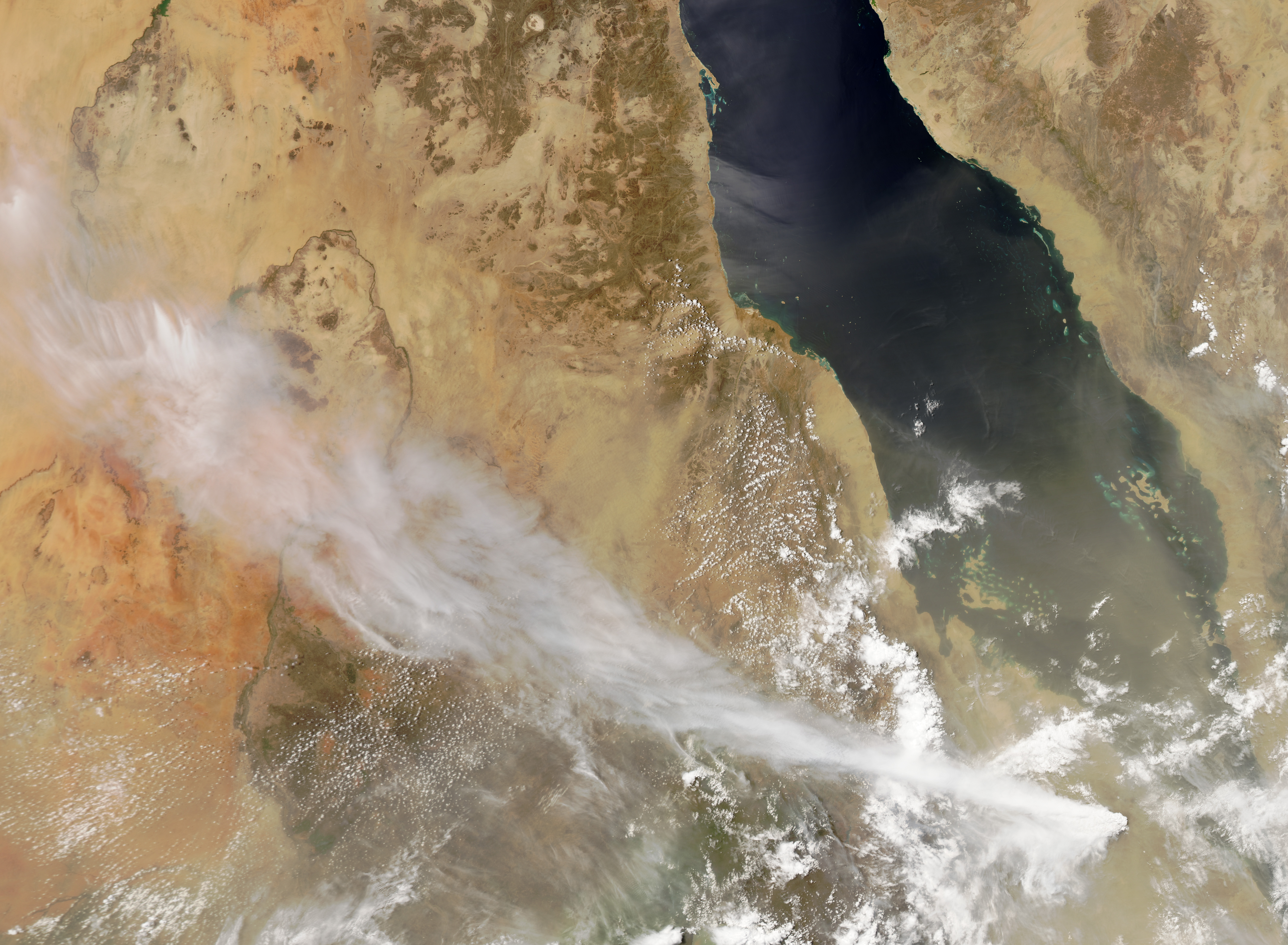
Nabro-Emission am 13. Juni über Ostafrika

Logo von Teldafax

- Debubawi Kayih Bahri/Eritrea, Región de Los Ríos/Chile: Aschewolken der Vulkane Nabro in Eritrea und Puyehue in Chile führen zu Beeinträchtigungen des Flugverkehrs in Ostafrika und auf der Südhalbkugel. In der Folge wird in einigen Provinzen Argentiniens der Notstand ausgerufen.[26]
- Troisdorf/Deutschland: Der Strom-, Gas- und Telekommunikationsanbieter Teldafax erklärt seine Zahlungsunfähigkeit und stellt einen Antrag auf Insolvenz.[27]

### Mittwoch, 15. Juni 2011

Logo der Boston Bruins

- Heidelberg/Deutschland: Die Ruprecht-Karls-Universität entzieht der Europaabgeordneten Silvana Koch-Mehrin (FDP) wegen Plagiaten in der Abschlussarbeit den Doktorgrad.[28]
- Lissabon/Portugal: Pedro Passos Coelho löst José Sócrates als Premierminister ab; er steht der Regierungskoalition aus Partido Social Democrata und Centro Democrático e Social – Partido Popular vor.[29]
- Vancouver/Kanada: Im entscheidenden siebten Spiel der Finalserie der Nordamerikanischen Eishockeyliga NHL besiegen die Boston Bruins die Vancouver Canucks mit 4:0 und sind damit zum sechsten Mal Sieger des Stanley Cup.[30]

### Donnerstag, 16. Juni 2011
- Essen/Deutschland: Der Energiekonzern RWE kündigt an, den Atomreaktor Biblis B nach Ablauf des Atom-Moratoriums nicht wieder ans Netz zu nehmen.[31]
- Peschawar/Pakistan: Das Terrornetzwerk al-Qaida gibt bekannt, dass der Ägypter Aiman az-Zawahiri als Nachfolger des am 2. Mai getöteten Osama bin Laden künftig als Kopf der Vereinigung fungieren wird.[32]

### Freitag, 17. Juni 2011

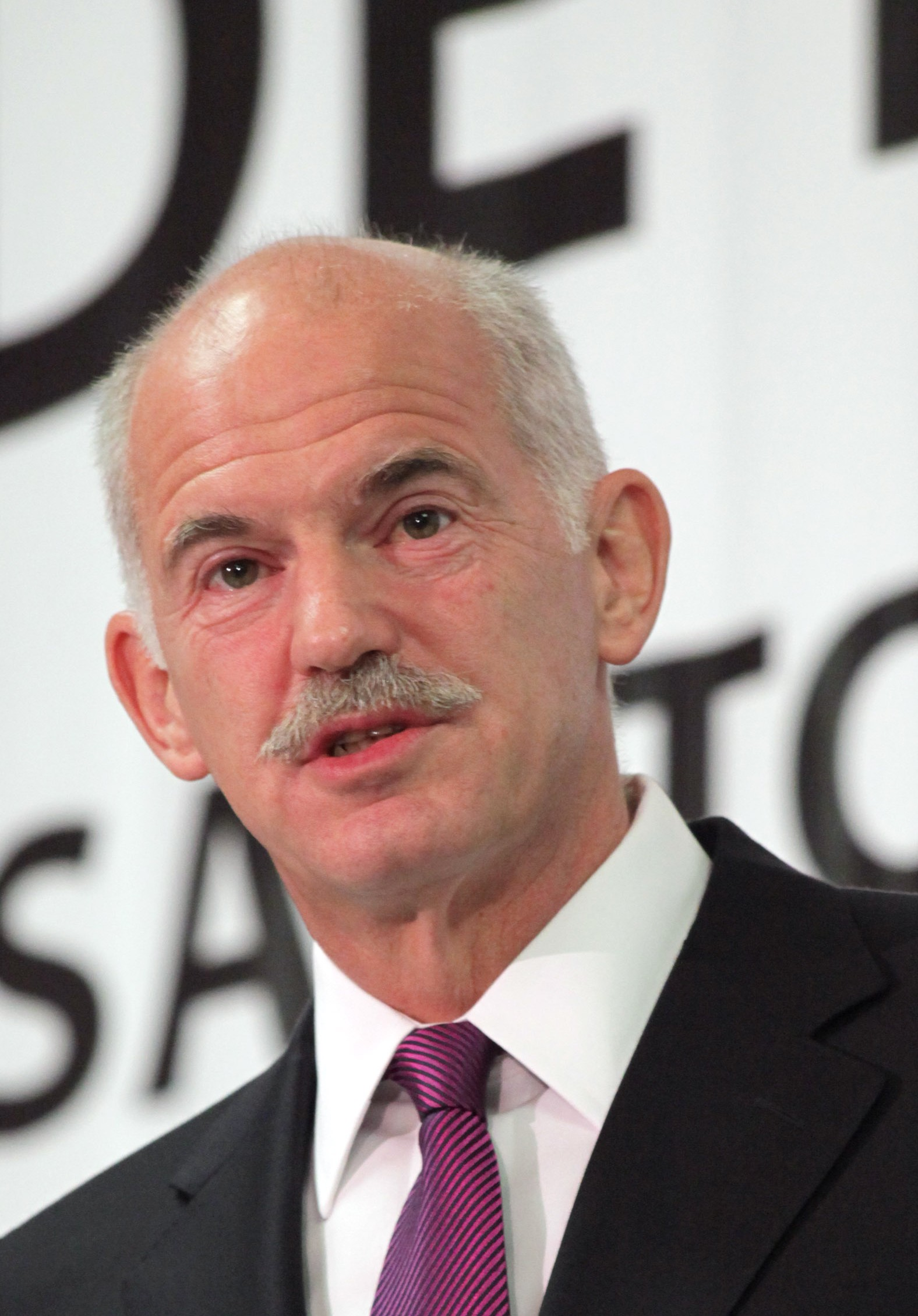
Giorgos Papandreou

- Athen/Griechenland: Unter dem Druck massiver Proteste gegen den Sparkurs seiner Regierung bildet Ministerpräsident Giorgos Papandreou seine Regierung um und ersetzt Finanzminister Giorgos Papakonstantinou durch den bisherigen Verteidigungsminister Evangelos Venizelos.[33]
- Essen/Deutschland: Der spanische Baukonzern ACS gibt bekannt, nun über 50 % der Anteile am deutschen Baukonzern Hochtief zu halten.[34]
- Mainz/Deutschland: Thomas Bellut wird zum Intendanten des Zweiten Deutschen Fernsehens gewählt.[35]
- Rabat/Marokko: König Mohammed VI. kündigt eine weitreichende Verfassungsreform an, über die am 1. Juli 2011 in einem Referendum abgestimmt werden soll.[36]

### Samstag, 18. Juni 2011
- Bamberg/Deutschland: Im entscheidenden fünften Spiel der Finalserie der Basketball-Bundesliga besiegen die Brose Baskets Alba Berlin mit 72:65 und sind damit zum zweiten Mal in Folge und zum vierten Mal insgesamt Deutscher Basketballmeister.[37]
- Bydgoszcz/Polen: Beginn der 33. Basketball-Europameisterschaft der Damen

### Sonntag, 19. Juni 2011

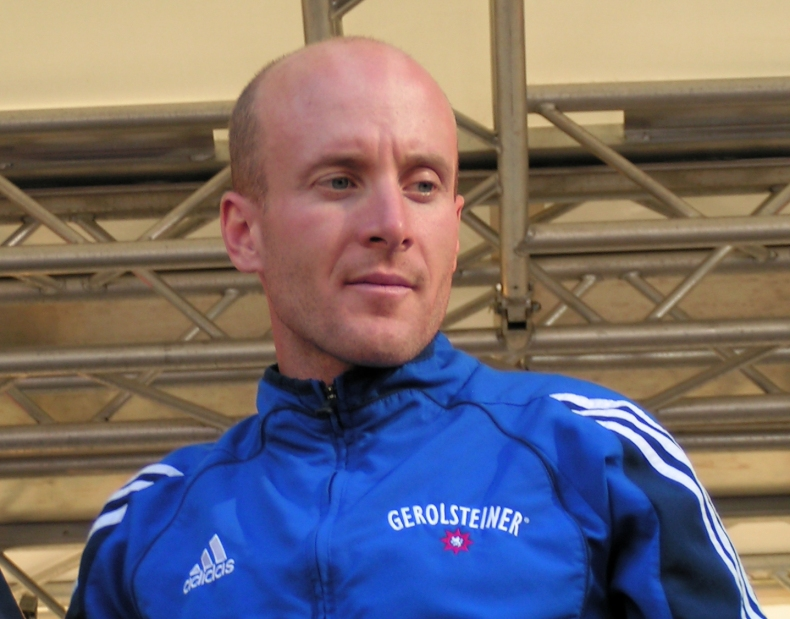
Levi Leipheimer (2006)

- Mogadischu/Somalia: Ministerpräsident Mohamed Abdullahi Mohamed tritt nach acht Monaten von seinem Amt zurück; Nachfolger wird der bisherige Planungsminister Abdiweli Mohamed Ali.[38]
- Schaffhausen/Schweiz: Levi Leipheimer gewinnt die Radrundfahrt Tour de Suisse.[39]

### Montag, 20. Juni 2011
- Petrosawodsk/Russland: Der Absturz einer Tupolew Tu-134 der RusAir fordert 47 Menschenleben.[40]
- Tunis/Tunesien: Ein Gericht verurteilt den im Januar gestürzten Staatspräsidenten Zine el-Abidine Ben Ali in Abwesenheit zu einer 35-jährigen Haftstrafe.[41]

### Dienstag, 21. Juni 2011

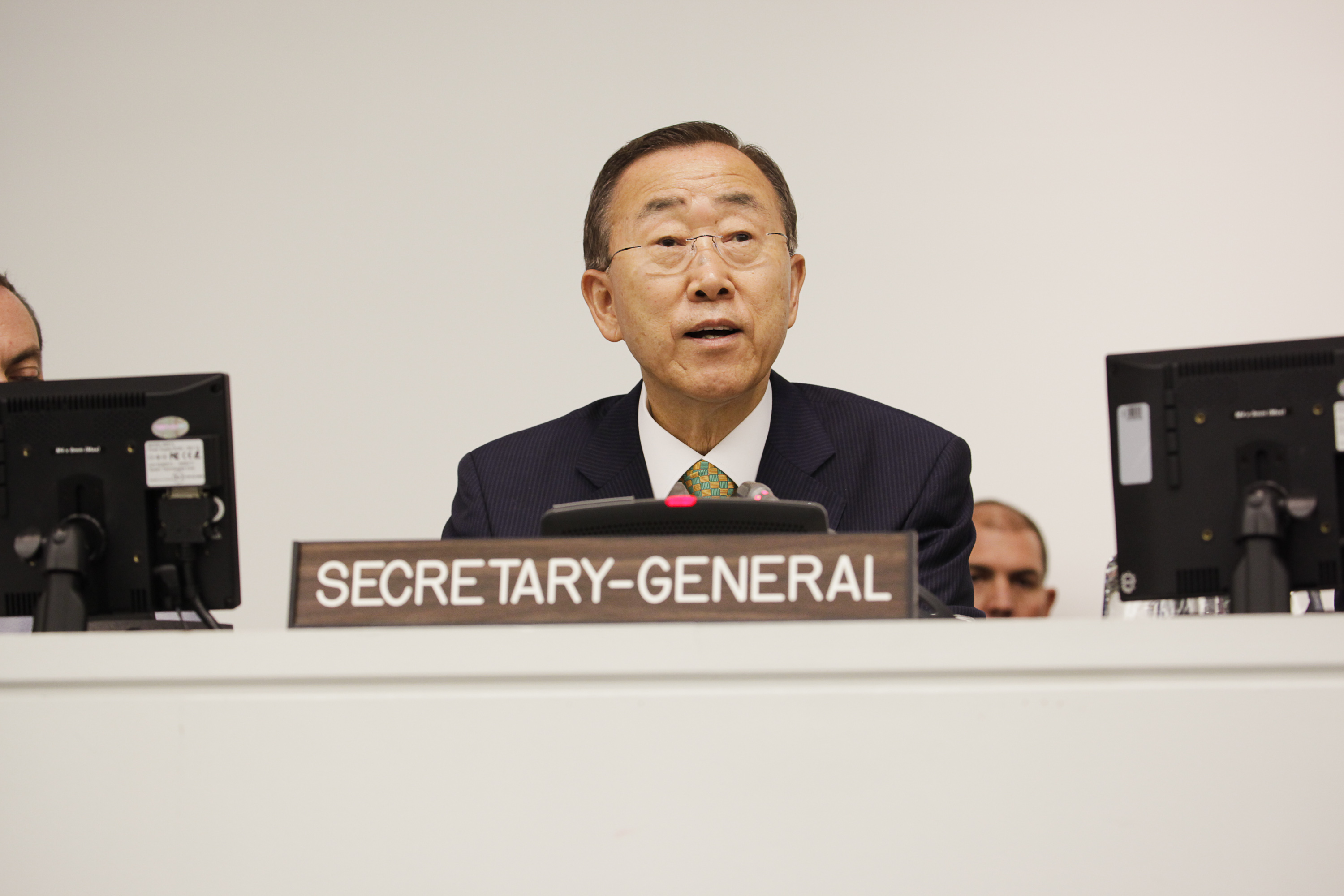
Ban Ki-moon

- New York/Vereinigte Staaten: Der Südkoreaner Ban Ki-moon wird von der UN-Vollversammlung erneut in das Amt des Generalsekretärs gewählt.[42]

### Mittwoch, 22. Juni 2011

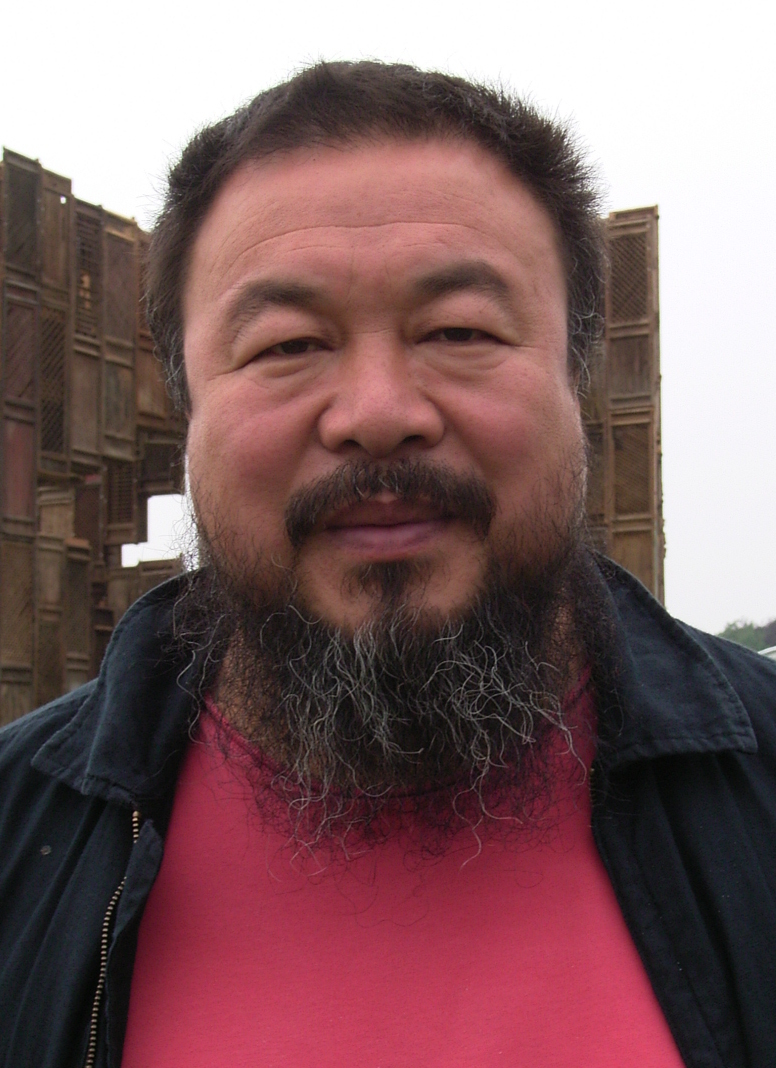
Ai Weiwei (2007)

- Athen/Griechenland: Die Regierung unter Ministerpräsident Giorgos Papandreou gewinnt die Vertrauensabstimmung im Parlament und wird damit in ihrem Sparkurs bestätigt.[43]
- Peking/China: Nach mehr als zweieinhalb Monaten Haft wird der Künstler und Regierungskritiker Ai Weiwei gegen Kaution freigelassen.[44]
- Washington, D.C./Vereinigte Staaten: Präsident Barack Obama gibt bekannt, dass 10.000 in Afghanistan stationierte Soldaten noch im Jahr 2011 abgezogen werden sollen.[45]

### Donnerstag, 23. Juni 2011
- Amsterdam/Niederlande: Geert Wilders wird von einem Gericht in allen Anklagepunkten vom Vorwurf der Volksverhetzung freigesprochen.[46]

### Freitag, 24. Juni 2011
- Brüssel/Belgien: Der Europäische Rat wählt den vom Rat der Europäischen Union vorgeschlagenen Chef der italienischen Zentralbank Mario Draghi zum Vorsitzenden der Europäischen Zentralbank. Er wird dieses Amt am 1. November 2011 vom Franzosen Jean-Claude Trichet übernehmen.[47]
- Kiew/Ukraine: Prozessbeginn gegen die ehemalige Ministerpräsidentin Julija Tymoschenko wegen des Vorwurfs des Amtsmissbrauchs.[48]

### Samstag, 25. Juni 2011
- Aarhus/Dänemark: Mit einem 2:0-Sieg über die Schweiz gewinnt Spanien die U-21-Fußball-Europameisterschaft der Männer.[49]
- Assen/Niederlande: Beim siebten Lauf zur Motorrad-Weltmeisterschaft auf dem TT Circuit Assen gewinnen Ben Spies in der MotoGP, Marc Márquez in der Moto2 und Maverick Viñales in der 125-cm³-Klasse.[50]
- Lübeck/Deutschland: Kardinal Angelo Amato spricht die römisch-katholischen Widerstandskämpfer gegen den Nationalsozialismus Hermann Lange, Eduard Müller und Johannes Prassek mit Erlaubnis von Papst Benedikt XVI. selig. Auch des evangelischen Theologen Karl Friedrich Stellbrink wird gedacht.[51]
- Pasadena/Vereinigte Staaten: Im Finale des 11. CONCACAF Gold Cups besiegt Mexiko die Vereinigten Staaten mit 4:2 und wird damit mit neun Siegen alleiniger Rekord-Titelträger des Turniers.[52]

### Sonntag, 26. Juni 2011

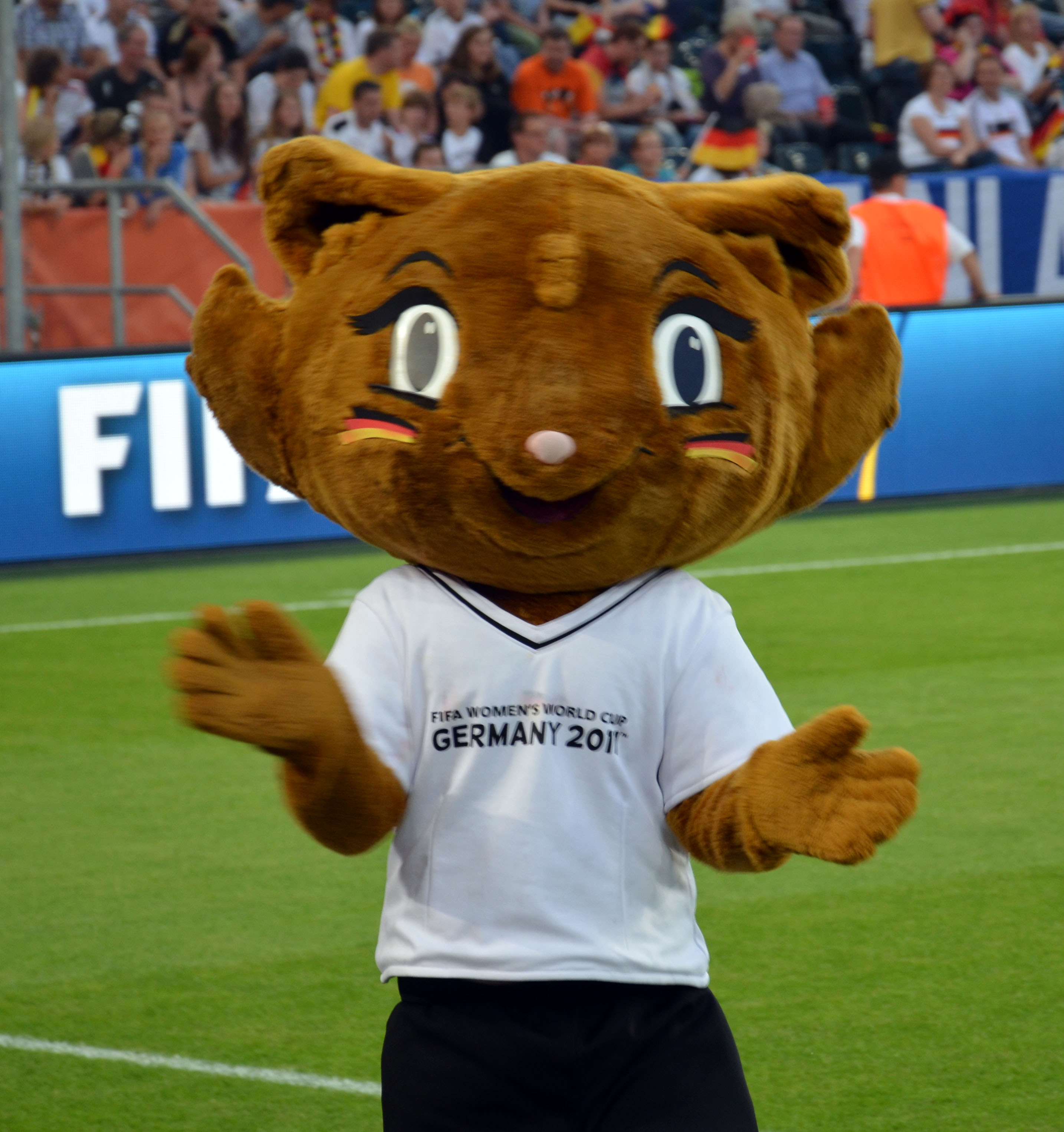
Karla Kick, das Maskottchen der Fußball-WM der Frauen

- Adenau/Deutschland: Marc Lieb, Lucas Luhr, Romain Dumas und Timo Bernhard auf Manthey-Porsche gewinnen das 24-Stunden-Rennen auf dem Nürburgring.[53]
- Berlin/Deutschland: Die 6. Fußball-Weltmeisterschaft der Frauen beginnt.
- Peking/China: Der Bürgerrechtler Hu Jia wird nach jahrelanger Haftstrafe aus dem Gefängnis entlassen.[54]

### Montag, 27. Juni 2011

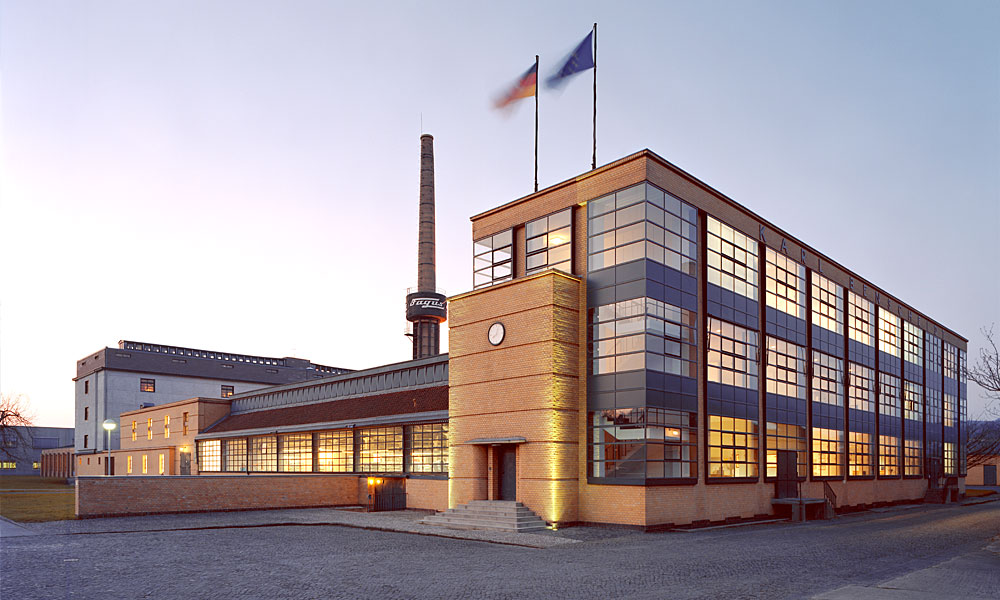
Fagus-Werk in Alfeld

- Den Haag/Niederlande: Der Internationale Strafgerichtshof erlässt Haftbefehle gegen Libyens Machthaber Muammar al-Gaddafi, seinen Sohn Saif al-Islam al-Gaddafi und seinen Schwager Abdullah as-Sanusi wegen des Vorwurfs von Verbrechen gegen die Menschlichkeit.[55]
- Heidelberg/Deutschland: Für seine Verdienste um den Denkmalschutz in Europa wird der Denkmalpfleger Gottfried Kiesow mit dem Nationalpreis ausgezeichnet.[56]
- Paris/Frankreich: Nach fünf deutschen Buchenwäldern und dem Fagus-Werk in Alfeld ernennt die UNESCO auch das Hamburgische Wattenmeer und 111 Pfahlbauten in Deutschland, Österreich, der Schweiz, Frankreich, Italien und Slowenien zum Welterbe.[57]
- Peking/China: Mit der 1.318 km langen Schnellfahrstrecke Peking–Shanghai wird die längste Hochgeschwindigkeitsstrecke der Welt eröffnet.[58]
- Phnom Penh/Kambodscha: Prozessbeginn gegen Khieu Samphan, Nuon Chea, Ieng Sary und Ieng Thirith wegen der Vorwürfe von Kriegsverbrechen, Verbrechen gegen die Menschlichkeit und Völkermord vor dem Rote-Khmer-Tribunal.[59]

### Dienstag, 28. Juni 2011

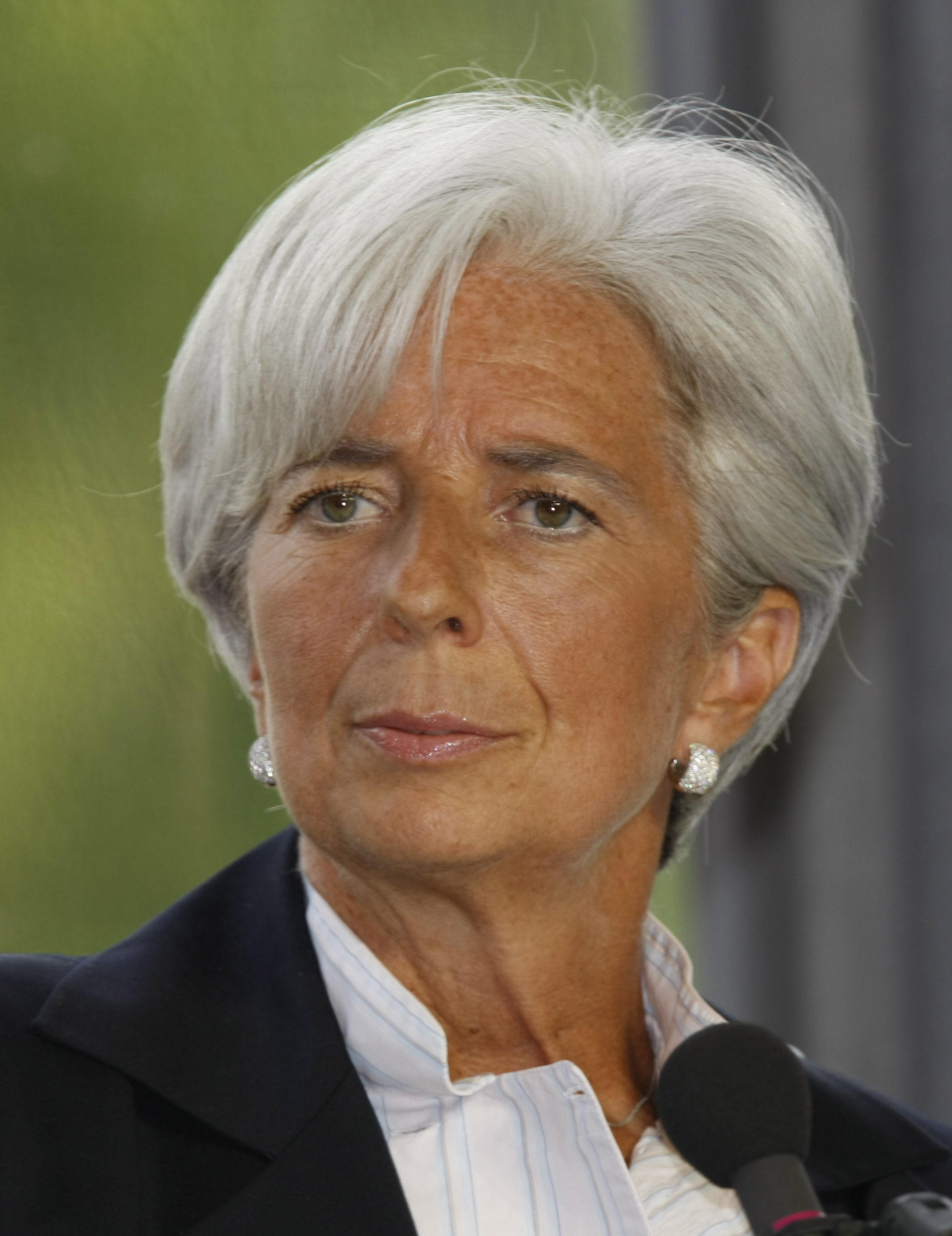
Christine Lagarde

- Paris/Frankreich, Washington, D.C./Vereinigte Staaten: Der Internationale Währungsfonds wählt die bisherige französische Finanzministerin Christine Lagarde zu seiner neuen Vorsitzenden. Ihr Nachfolger im französischen Finanzministerium wird der bisherige Haushaltsminister François Baroin.[60][61]

### Mittwoch, 29. Juni 2011
- Athen/Griechenland: Zur weiteren Bewältigung der Finanzkrise verabschiedet das Parlament ein umfassendes Sparpaket und erfüllt damit eine der Hauptforderungen der Europäischen Union für den Erhalt weiterer Finanzhilfen.[62]

### Donnerstag, 30. Juni 2011
- Berlin/Deutschland: Der Bundestag stimmt dem stufenweisen Atomausstieg bis zum Jahr 2022 zu, der Bundesrat wird dem Gesetz voraussichtlich gleichsam zustimmen.[63]
- Bremen/Deutschland: Mit 57 von 83 Stimmen wird Jens Böhrnsen (SPD) als Präsident des Senats und Bürgermeister von der Bürgerschaft in seinem Amt bestätigt, seine Stellvertreterin wird Karoline Linnert.[64]
- Flachau/Österreich: Die zweite Röhre des Tauerntunnels wird nach knapp vierjähriger Bauzeit für den Verkehr freigegeben.[65]
- Qingdao/China: Mit der 42,5 km langen Qingdao-Haiwan-Brücke wird die längste über Wasser gebaute und insgesamt zweitlängste Brücke der Welt eröffnet.[66]

## Weblinks

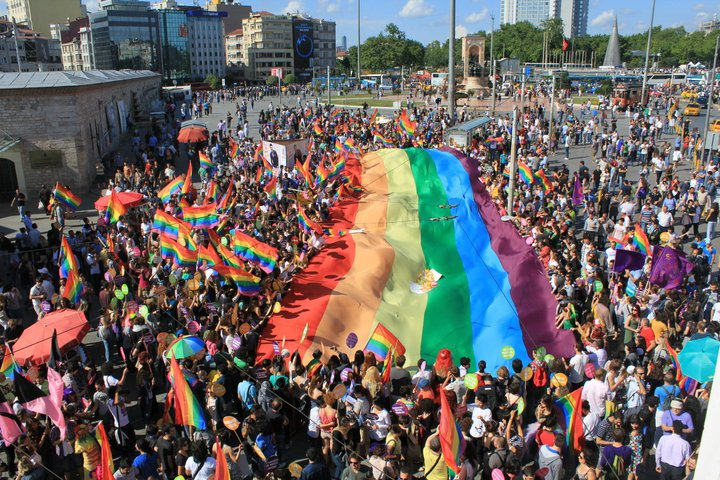
Istanbul im Juni 2011